# Louis Zorich
Louis Zorich (Chicago, 12 febbraio 1924 – New York, 30 gennaio 2018) è stato un attore statunitense.
È noto per aver interpretato il ruolo di Burt Buchman nella sitcom di NBC Innamorati pazzi dal 1993 al 1999.

## Biografia
Zorich è nato a Chicago, Illinois, figlio di immigrati croati. Ha frequentato la Earle Elementary School prima di proseguire gli studi alla Roosevelt University e alla Goodman School of Drama presso l'Art Institute of Chicago (ora facente parte della DePaul University) nella sua città natale, Chicago.
Zorich prestò servizio nell'esercito statunitense durante la Seconda Guerra Mondiale.

### Teatro
Zorich fece il suo debutto a Broadway nel 1961 in Becket, accanto a Laurence Olivier e Anthony Quinn. Nel 1969 interpretò un "venale cardinale italiano" in Hadrian VII, ruolo per il quale fu candidato a un Tony Award.
Nel 1973, Zorich e sua moglie, l'attrice pluripremiata Olympia Dukakis, fondarono la Whole Theatre Company a Montclair, New Jersey — il primo teatro professionale residente dello stato. Gestirono il teatro per 18 anni.

## Filmografia parziale

### Cinema
- L'uomo dalla cravatta di cuoio (Coogan's Bluff), regia di Don Siegel (1968)
- Papà... abbaia piano! (Popi), regia di Arthur Hiller (1969)
- Il violinista sul tetto (Fiddler on the Roof), regia di Norman Jewison (1971)
- Il boss è morto (The Don Is Dead), regia di Richard Fleischer (1973)
- I dokimi, regia di Jules Dassin (1974)
- Ma chi te l'ha fatto fare? (For Pete's Sake), regia di Peter Yates (1974)
- Agente Newman (Newman's Law), regia di Richard T. Heffron (1974)
- La giustizia privata di un cittadino onesto (Sunday in the Country), regia di John Trent (1974)
- L'altra faccia di mezzanotte (The Other Side of Midnight), regia di Charles Jarrott (1977)
- I Muppet alla conquista di Broadway (The Muppets Take Manhattan), regia di Frank Oz (1984)
- Walls of Glass, regia di Scott D. Goldstein (1985)
- Club Paradise, regia di Harold Ramis (1986)
- Due figli di... (Dirty Rotten Scoundrels), regia di Frank Oz (1988)
- I maledetti di Broadway (Bloodhounds of Broadway), regia di Howard Brookner (1989)
- La città della speranza (City of Hope), regia di John Sayles (1991)
- Sparami stupido! (Friends & Family), regia di Kristen Coury (2001)
- Detachment - Il distacco (Detachment), regia di Tony Kaye (2011)

### Televisione
- Assistente sociale (East Side/West Side) – serie TV, episodio 1x06 (1963)
- I Ryan (Ryan's Hope) – serie TV, 13 episodi (1981)
- Oltre il ponte (Brooklyn Bridge) – serie TV, 33 episodi (1991-1993)
- Colombo – serie TV, episodio 9x03 (1990)
- Law & Order - I due volti della giustizia (Law & Order) – serie TV, 2 episodi (1990-1995)
- Innamorati pazzi (Mad About You) – serie TV, 70 episodi (1993-1999)

## Doppiatori italiani
Nelle versioni in italiano delle opere in cui ha recitato, Louis Zorich è stato doppiato da:
- Romano Ghini in Law & Order - I due volti della giustizia (ep. 1x09)
- Giancarlo Padoan in Law & Order - I due volti della giustizia (ep. 6x04)
- Vittorio Di Prima in Innamorati pazzi
- Enrico Bertorelli ne I Muppet alla conquista di Broadway
- Antonio Paiola in Detachment - Il distacco
- Luciano De Ambrosis in La giustizia privata di un cittadino onesto
- Glauco Onorato in Colombo